# Желчаны
Желчаны — деревня в Печорском районе Псковской области России. Входит в состав сельского поселения «Лавровская волость».
Расположена в 9 км к северо-востоку от волостного центра, деревни Лавры, и в 24 км к югу от райцентра, города Печоры.

## Население
Численность населения деревни по оценке на конец 2000 года составляла 10 жителей.
| 2001 | 2002 | 2010 |
| ---- | ---- | ---- |
| 10   | ↗14  | ↘5   |